# Alain Richardson
Alain Richardson, né le 31 août 1963 à Marigot, est un homme politique français. Il est président du conseil exécutif de la collectivité d'outre-mer de Saint-Martin, du 1er avril 2012 au 15 avril 2013, date de sa démission d'office par le Conseil d'État.

## Biographie

### Formation et carrière professionnelle
Alain Richardson grandit dans le quartier Saint-James. À quatorze ans, il est un membre engagé d’un mouvement de jeunes  « Youth Organization », né de la conscience qu’avaient ces jeunes de la souffrance de la population saint-martinoise d’alors. En 1984, « Youth Organization » devient « Saint-Martin Educational, Cultural Organization ».
Il est expert-comptable de profession.

### Engagement spirituel
Il est membre de l’église méthodiste depuis son enfance. « Il y apprend très tôt, non seulement l’importance des principes de la foi chrétienne protestante mais également celle de l’engagement pour le triomphe du bien sur le mal » ». Prédicateur laïc, il se considère comme « théologien social ». Pour lui, l'Église doit jouer un rôle actif dans l'établissement de la justice sociale. Il répète à qui veut l’entendre « qu’être un bon citoyen c’est d’abord être un bon chrétien et une personne charitable au sein de sa communauté ».

### Carrière politique
En 1992, il s'implique dans la liste « Saint-Martin Uni », qui se présente aux élections régionales de Guadeloupe.
En 1995, avec le soutien d’autres jeunes Saint-Martinois engagés, Alain Richardson et Guillaume Arnell forment « Ensemble pour Saint-Martin ». L'année suivante, il participe à la création du Movement of advancement of the people (MAP) avec Louis Mussington et Sujah Reiph.
En 2007, le MAP choisit Alain Richardson pour conduire la liste Rassemblement Responsabilité Réussite (RRR) aux élections territoriales. La liste obtient 31,90 % au 1er tour et 42,16 % au 2e tour. Mais très vite des dissensions apparaissent entre le MAP et Alain Richardson et une scission intervient courant 2007, provoquant l'élection d'un nouveau bureau.
En mars 2012, il se présente à nouveau aux élections territoriales. La liste RRR qu'il conduit obtient 34,13 % au 1er tour et 56,85 % au 2e tour. Le 1er avril, lors de la première réunion du nouveau conseil territorial, il est élu président du conseil exécutif de la collectivité d'outre-mer de Saint-Martin. Le 12 avril 2013, le Conseil d'État, dans sa décision no 364-071, déclare son inéligibilité pour dix-huit mois, pour avoir utilisé un deuxième compte de campagne en dollars. Il est remplacé par Aline Hanson à la tête de la collectivité.
Lors des élections territoriales de mars 2017, sa liste En marche vers le progrès ne totalise que 11,54 % au second tour et n'obtient qu'un seul siège.

### Sources
- « Biographie d'Alain Richardson », sur Site de la liste RRR (consulté le 3 avril 2012)